# Paddington 2
Paddington 2 (mesmo título em Portugal; bra: Paddington 2 ou As Aventuras de Paddington 2) é um filme franco-britânico de 2017, dos gêneros infantil, comédia dramática e fantasia, dirigido e escrito por Paul King, sequência de Paddington.

## Elenco
- Hugh Bonneville como Sr. Brown
- Sally Hawkins como Sra. Brown
- Brendan Gleeson como Montanha McGinty
- Julie Walters como Sra. Bird
- Jim Broadbent como Sr. Gruber
- Peter Capaldi como Sr. Curry
- Hugh Grant como Felix Buchanan
- Ben Whishaw como Paddington

## Lançamento
Paddington 2 teve sua estreia mundial em Londres em 5 de novembro de 2017, e foi lançado nos cinemas do Reino Unido em 10 de novembro. Foi lançado em 6 de dezembro na França, 7 de dezembro na Alemanha e em Portugal, 21 de dezembro na Austrália e Nova Zelândia, 12 de janeiro de 2018 nos Estados Unidos, e 1 de fevereiro de 2018 no Brasil.